# 1891 w muzyce
Wydarzenia muzyczne w 1891 roku.

## Wydarzenia
- 15 stycznia – w Wiedniu odbyła się premiera „Träumen und Wachen” WAB 87 Antona Brucknera[1][2]
- 21 stycznia – we Frankfurcie nad Menem odbyła się premiera „Cello Sonata” op.1 Horatio Parkera[1][2]
- 22 stycznia – w Saint-Gervais-les-Bains odbyła się premiera „Tantum ergo” op.55 Gabriela Fauré[1][2]
- 23 stycznia – w Bostonie odbyła się premiera „Francesca da Rimini” op.24 Arthura Foote[1][2][3]
- 31 stycznia – w londyńskim Royal Opera House miała miejsce premiera opery Ivanhoe Arthura Sullivana[1][2][4]
- 7 lutego – w Bostonie odbyła się premiera „O Praise the Lord, All Ye Nations” op.7 Amy Beach[1][2]
- 9 lutego – w Moskwie odbyła się premiera „Chanson triste” op.40/2 Piotra Czajkowskiego[1][2]
- 16 lutego
  - w Sankt Petersburgu odbyła się premiera fantazji symfonicznej „Kreml” op.30 Aleksandra Głazunowa[1][2]
  - w Bostonie odbyła się premiera „Piano Quartet” op.23 Arthura Foote[1][2]
- 21 lutego
  - w petersburskim Teatrze Michałowskim miała miejsce premiera uwertury Hamlet op.67a Piotra Czajkowskiego[1][2][5]
  - w mediolańskiej La Scali miała miejsce premiera opery Condor Antônio Carlosa Gomesa[1][2][6]
- 27 lutego – w bostońskim Tremont Temple miała miejsce premiera „Ballade” op.6 Amy Beach[1][2]
- 4 marca – w Wiedniu odbyła się premiera pieśni „Geleit” na chór a cappella op.41/3 Johannesa Brahmsa[1][2][7]
- 7 marca – w Cerignoli w Teatro Saverio Mercadante miała miejsce premiera „Danza esotica” Pietro Mascagniego[1][2]

- 16 marca

Plakat opery Le mage Julesa Masseneta

  - w Paryżu odbyła się premiera opery Le mage Julesa Masseneta[1][2][8]
  - w Kopenhadze odbyła się premiera „Fantasy Pieces for Oboe and Piano” op.2 Carla Nielsena[1][2][9]
- 2 kwietnia – w bostońskiej Music Hall miała miejsce premiera kantaty „The Pilgrims” George'a Whitefielda Chadwicka[1][2]
- 11 kwietnia – w Pradze odbyła się premiera „Piano Trio No.4” („Dumky”) op.90 Antonína Dvořáka[1][2][10]
- 18 kwietnia – w paryskiej Salle Érard miała miejsce premiera Symphony in B-flat major op.20 Ernesta Chaussona[1][2][11]
- 30 kwietnia – w nowojorskiej Chickering Hall miała miejsce premiera „Harold Harfager” op.26 Horatio Parkera[1][2]
- 5 maja – na uroczystym otwarciu Carnegie Hall w Nowym Jorku orkiestrą dyrygował Piotr Czajkowski[1][2]
- 6 maja – w weimarskim Hoftheater miała miejsce premiera opery Gunlöd Petera Corneliusa[1][2][12]
- 7 maja – w Springfield odbyła się premiera kantaty „The Kobolds” op.21 Horatio Parkera[1][2][13]
- 10 maja – w Wiedniu odbyła się premiera walca „Groß-Wien” op.440 Johanna Straussa (syna)[1][2]
- 20 lipca – w londyńskiej St James's Hall miała miejsce premiera „The Battle of the Baltic” op.41 Charlesa Villiersa Stanforda[1][2][14]
- 24 lipca – w Teatrze Narodowym w Pradze miała miejsce premiera baletu Rákós rákóczy Leoša Janáčka[1][2]
- 10 września – w Hereford odbyła się premiera psalmu „De Profundis” Huberta Parry[1][2][15]
- 7 października – w Birmingham podczas Musical Festival odbyła się premiera oratorium „Eden” op.40 Charlesa Villiersa Stanforda[1][2][16]
- 14 października – w bostońskim Trinity Church miała miejsce premiera psalmu „O Praise the Lord, All Ye Nations” op.7 Amy Beach[1][2]
- 25 października – w paryskim Théâtre du Châtelet miała miejsce premiera „Africa” op.89 Camille’a Saint-Saënsa[1][2]
- 31 października – w rzymskim Teatro Costanzi miała miejsce premiera opery L’amico Fritz Pietro Mascagniego[1][2][17]
- 1 listopada – w Kristianie (Oslo) w Brødrene Hals miała miejsce premiera „Old Norwegian Melody with Variations” op.51 Edvarda Griega[1][2]
- 14 listopada – w Kristianie (Oslo) odbyła się premiera „Peer Gynt Suite No.2” op.55 Edvarda Griega[1][2]
- 18 listopada – w Moskwie odbyła się premiera ballady symfonicznej „The Voyevoda” op.78 Piotra Czajkowskiego[1][2]
- 27 listopada – w Wiedniu odbyła się premiera pieśni „Liebe und Frühling” op.3/2 Johannesa Brahmsa[1][2]
- 12 grudnia – w berlińskiej Saal der Singakademie miała miejsce premiera „Clarinet Trio” op.114[1][2][18] oraz „Clarinet Quintet” op.115 Johannesa Brahmsa[1][2][19]
- 17 grudnia – w Wiedniu odbyła się premiera pieśni „Wie die Wolke nach der Sonne”  op.6/5 Johannesa Brahmsa[1][2]

## Urodzili się
- 1 stycznia – Henry Ragas, amerykański pianista jazzowy (zm. 1919)
- 6 stycznia – Stanisław Gruszczyński, polski artysta, śpiewak (tenor) (zm. 1959)
- 19 stycznia – Henryk Roman Nowacki, polski ksiądz katolicki, kompozytor, pedagog (zm. 1968)
- 20 stycznia – Mischa Elman, amerykański skrzypek pochodzenia rosyjskiego (zm. 1967)
- 28 stycznia – Karel Boleslav Jirák, czeski kompozytor i dyrygent (zm. 1972)
- 15 lutego – Dino Borgioli, włoski śpiewak operowy (tenor) (zm. 1960)
- 27 lutego
  - Isaj Dobrowen, norweski kompozytor pochodzenia żydowsko-rosyjskiego, dyrygent i pianista (zm. 1953)
  - Georges Migot, francuski kompozytor (zm. 1976)
- 3 marca – Ruy Coelho, portugalski kompozytor i pianista oraz krytyk muzyczny (zm. 1986)
- 16 marca – Dezyderiusz Danczowski, polski wiolonczelista i pedagog (zm. 1950)
- 15 kwietnia – Väinö Raitio, fiński kompozytor (zm. 1945)
- 23 kwietnia
  - Hermann Erpf, niemiecki kompozytor, teoretyk muzyki i pedagog (zm. 1969)
  - Siergiej Prokofjew, rosyjski kompozytor (zm. 1953)
- 1 maja – Charley Patton, amerykański muzyk bluesowy (zm. 1934)
- 4 maja – Frederick Jacobi, amerykański kompozytor i pedagog (zm. 1952)
- 9 maja – Fritz Heitmann, niemiecki organista (zm. 1953)
- 14 maja – Egon Kornauth, austriacki kompozytor i pianista (zm. 1959)
- 16 maja – Richard Tauber, austriacki śpiewak (tenor) i aktor (zm. 1948)
- 27 maja
  - Claude Champagne, kanadyjski kompozytor i pedagog pochodzenia irlandzko-francuskiego (zm. 1965)
  - Bernardino Rizzi, włoski kompozytor, dyrygent i pedagog muzyczny, franciszkanin (zm. 1968)
- 30 maja – Ben Bernie, amerykański skrzypek jazzowy, aktor i osobowość radiowa (zm. 1943)
- 9 czerwca – Cole Porter, amerykański kompozytor (zm. 1964)
- 20 czerwca – Giannina Arangi-Lombardi, włoska śpiewaczka operowa (sopran) (zm. 1951)
- 21 czerwca – Hermann Scherchen, niemiecki dyrygent (zm. 1966)
- 2 sierpnia
  - Arthur Bliss, brytyjski kompozytor i dyrygent (zm. 1975)
  - Mihail Jora, rumuński kompozytor (zm. 1971)
- 8 sierpnia – Adolf Busch, niemiecki skrzypek, kompozytor i dyrygent (zm. 1952)
- 12 sierpnia
  - Antonio Cortis, hiszpański śpiewak operowy (tenor) (zm. 1952)
  - Jaap Kunst, holenderski etnomuzykolog (zm. 1960)
- 25 sierpnia – Alberto Savinio, włoski pisarz, malarz, kompozytor i scenograf (zm. 1952)
- 29 sierpnia – Stefan Marian Stoiński, polski etnograf, dyrygent, kompozytor i pedagog (zm. 1945)
- 3 września – Marcel Grandjany, francusko-amerykański harfista, kompozytor i pedagog (zm. 1975)
- 4 września – Seweryn Barbag, polski muzykolog, kompozytor i pedagog (zm. 1944)
- 16 września – Czesław Marek, polski kompozytor, pianista i pedagog (zm. 1985)
- 17 września – Mutt Carey, amerykański trębacz jazzowy (zm. 1948)
- 24 września – Karin Branzell, szwedzka śpiewaczka operowa (alt) (zm. 1974)
- 26 września – Charles Münch, francuski dyrygent pochodzenia niemieckiego (zm. 1968)
- 28 września – Wacław Zdanowicz, polski aktor teatralny i filmowy, śpiewak, reżyser teatralny i dyrektor teatrów (zm. 1958)
- 2 października – Wanda Chmielowska, polska pianistka i pedagog (zm. 1980)
- 17 października – Irakli Dżabadari, gruziński kompozytor i pianista (zm. 1937)
- 22 października – Fidelio Fritz Finke, niemiecki kompozytor (zm. 1968)
- 18 listopada – Maria Ivogün, węgierska śpiewaczka operowa (sopran) (zm. 1987)
- 19 listopada – Margerita Trombini-Kazuro, polska pianistka, klawesynistka, pedagog muzyczny (zm. 1979)
- 26 listopada – Scott Bradley, amerykański kompozytor, pianista i dyrygent (zm. 1977)
- 13 grudnia – Samuel Dushkin, amerykański skrzypek pochodzenia polskiego (zm. 1976)
- 15 grudnia – Lotte Schöne, austriacka śpiewaczka operowa (sopran) (zm. 1977)
- 27 grudnia – Jan Drzewoski, polski kompozytor, chórmistrz i organista (zm. 1989)

## Zmarli
- 5 stycznia – Emma Abbott, amerykańska sopranistka i impresario operowy (ur. 1850)
- 7 stycznia – Wilhelm Taubert, niemiecki pianista, kompozytor i dyrygent (ur. 1811)
- 8 stycznia – Friedrich Pacius, niemieckikompozytor, dyrygent i pedagog muzyczny (ur. 1809)
- 16 stycznia – Léo Delibes, francuski kompozytor baletu, opery oraz innych dzieł scenicznych (ur. 1836)
- 17 stycznia – Johannes Verhulst, holenderski kompozytor I dyrygent (ur. 1816)
- 21 stycznia – Calixa Lavallée, kanadyjski kompozytor i instrumentalista; autor pieśni patriotycznej „O Canada”, która stała się hymnem Kanady (ur. 1842)
- 22 lutego – Józefina Reszke, polska śpiewaczka (sopran) (ur. 1855)
- 9 marca – August Horislav Krčméry, słowacki duchowny ewangelicki, publicysta religijny, kompozytor pieśni religijnych i działacz kulturalno-oświatowy (ur. 1822)
- 14 czerwca – Nicolò Gabrielli, włoski kompozytor operowy (ur. 1814)
- 21 lipca – Franco Faccio, włoski kompozytor i dyrygent (ur. 1840)
- 20 października – Józefina Rapacka, polska aktorka i śpiewaczka (ur. 1831)
- 2 grudnia – Jan Kazimierz Tatarkiewicz, polski aktor, reżyser, kompozytor (ur. 1843)
- 10 grudnia – Julia Niewiarowska-Brzozowska, polska kompozytorka (ur. 1827)